# Woongoolba
Woongoolba är en del av en befolkad plats i Australien. Den ligger i kommunen Gold Coast och delstaten Queensland, omkring 43 kilometer sydost om delstatshuvudstaden Brisbane.
Närmaste större samhälle är Victoria Point, omkring 19 kilometer norr om Woongoolba. 
I omgivningarna runt Woongoolba växer huvudsakligen savannskog. Runt Woongoolba är det ganska tätbefolkat, med 120 invånare per kvadratkilometer. Genomsnittlig årsnederbörd är 1 424 millimeter. Den regnigaste månaden är januari, med i genomsnitt 275 mm nederbörd, och den torraste är oktober, med 21 mm nederbörd.